# Kirk Stephens
Kirk William Stephens (Coventry, 27 febbraio 1955) è un ex calciatore inglese, di ruolo difensore.

## Carriera
Stephens dopo aver giocato per quattro anni nelle giovanili del Coventry City viene svincolato dagli Sky Blues al termine della stagione 1972-1973, andando poi a giocare nei semiprofessionisti del Nuneaton Borough, allenato da David Pleat; dopo cinque stagioni, nel 1978, il tecnico passa in seconda divisione al Luton Town e Stephens è uno dei suoi primi acquisti: all'età di 23 anni fa così il suo esordio tra i professionisti, totalizzando complessivamente 147 presenze e 2 gol in seconda divisione nell'arco di un quadriennio, contribuendo tra l'altro alla vittoria della Second Division 1981-1982. Nel 1982, all'età di 27 anni, esordisce poi in prima divisione con gli Hatters: nei campionati 1982-1983 e 1983-1984 gioca 40 partite l'uno, per poi venire ceduto proprio al Coventry City, nella cui prima squadra esordisce ad oltre un decennio di distanza da quando giocava nelle giovanili del club; in particolare, nella stagione 1984-1985 gioca 32 partite e segna gli unici 2 gol in carriera in prima divisione, mentre nella stagione 1985-1986 gioca solamente 2 partite, per poi a fine anno fare nuovamente ritorno al Nuneaton Borough. Prima del ritiro gioca infine anche con i semiprofessionisti londinesi del Barnet, in quinta divisione.
In carriera ha totalizzato complessivamente 261 presenze e 4 reti nei campionati della Football League, tutti tra prima e seconda divisione.

## Palmarès

### Club

#### Competizioni nazionali
- Campionato inglese di seconda divisione: 1

Luton Town: 1981-1982